# 딤플 (래퍼)
딤플(1999년 ~)은 대한민국의 래퍼다.

## 방송
- 고등래퍼 1 (2017) - Top54
- 쇼미더머니 777 (2018) - 2차 예선 탈락
- 쇼미더머니 11 (2022) - Top108

## 음반
- sippin' up (2020)
- 무인도 (2021)
- 말하고싶어 (2021)